# Nova Acta Academiae Caesareae Leopoldino-Carolinae Germanicae Naturae Curiosorum
Nova Acta Academiae Caesareae Leopoldino-Carolinae Germanicae Naturae Curiosorum, abreviado Nova Acta Acad. Caes. Leop.-Carol. German. Nat. Cur., fue una revista con ilustraciones y descripciones botánicas editada en Alemania. Se publicaron los números 36-106, en los años 1873-1922 con el nombre de Nova Acta Academiae Caesareae Leopoldino-Carolinae Germanicae Naturae Curiosorum. Verhandlungen der Kaiserlich Leopoldinisch-Carolinischen Deutschen Akademie der Naturforscher. Fue precedida por Novorum actorum Academiae Caesareae Leopoldinae-Carolinae Naturae Curiosorum.
El libro se encuentra disponible en la biblioteca en línea Biodiversity Heritage Library.